# Dyslalia organiczna
Dyslalia organiczna (dyslalia dentalna, dyslalia mechaniczna) – zaburzenie mowy, odmiana dyslalii wyodrębniona ze względu na przyczyny, jakie ją powodują.
Charakteryzuje się defektami anatomicznymi peryferyjnego narządu artykulacyjnego i jest uwarunkowana obwodowymi uszkodzeniami takimi jak niedosłuch, anomalia jamy ustnej i uzębienia, a także anomalia języka i podniebienia.